# Wagonetka (pojazd konny)

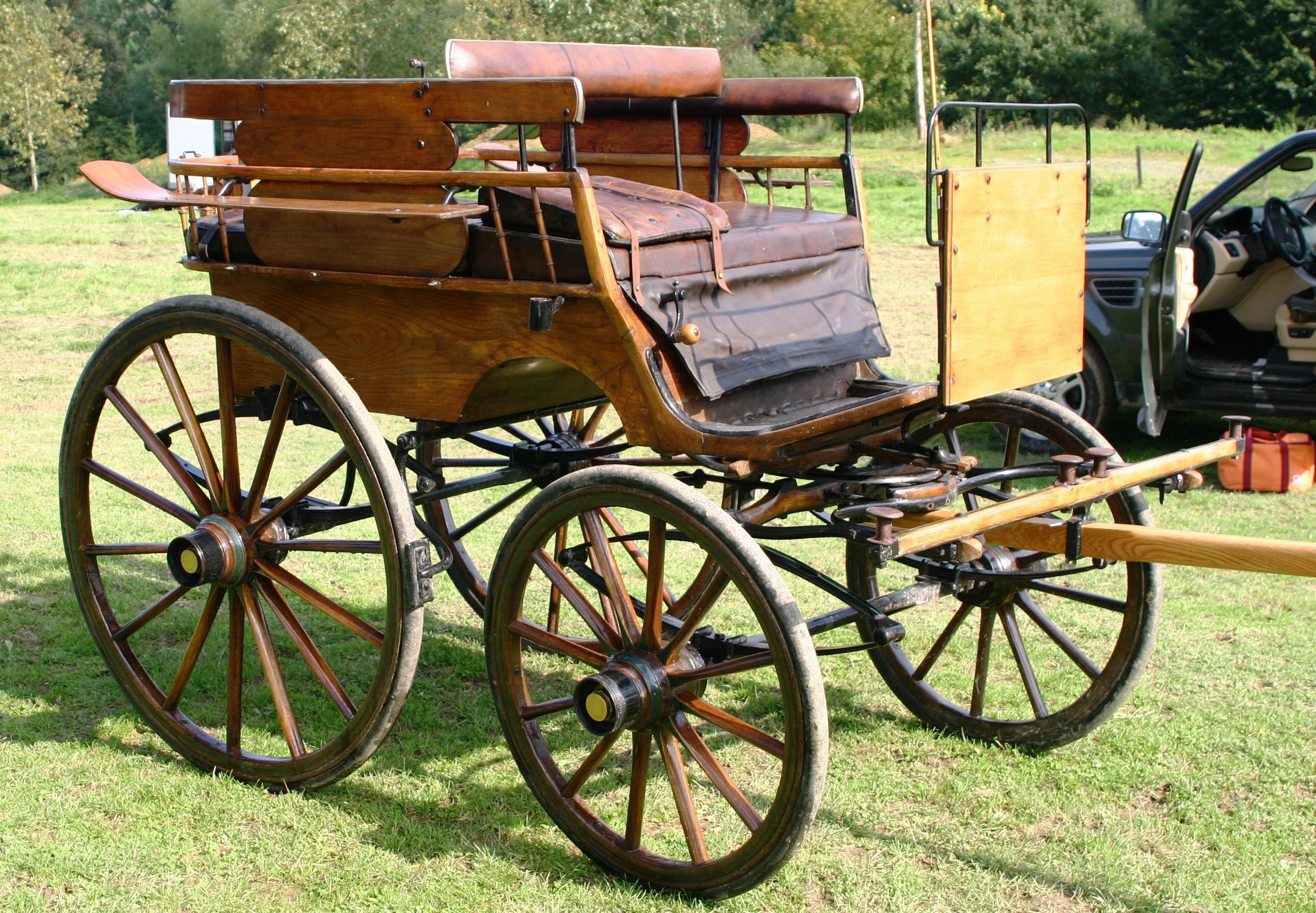

Wagonetka (fr. wagonette) – niewielki czterokołowy resorowany pojazd konny przeznaczony do przewozu pasażerów.
Zbliżony wyglądem do breka, lecz od niego lżejszy, pierwszy pojazd tego typu został zbudowany w Anglii około 1843 roku. Wyposażony w sprężynowe resorowanie, mógł mieć konstrukcję otwartą bądź też krytą uchylną budą. Siedzenie powożącego (kozioł) było oddzielne i umieszczone z przodu, podczas gdy pasażerowie wsiadali do pojazdu przez drzwi z tyłu, zajmując długie ławkowe siedzenia rozmieszczone obustronnie naprzeciw siebie. 